# 当事者能力
当事者能力（とうじしゃのうりょく、独: Parteifähigkeit、仏: capacité d’être partie、伊: capacità di essere parte、西: capacidad para ser parte）とは、大陸法の民事手続法などにおける概念で、民事訴訟その他の法的手続においてその当事者となることができる（民事訴訟であれば、その名において訴え、または訴えられる）一般的な資格をいう。訴訟行為・手続行為を行う能力である訴訟能力・手続行為能力ないし手続能力や、個別具体的な事件において当事者となる資格である当事者適格とは区別される。

## 日本法

### 訴訟当事者能力
民事訴訟における当事者能力（訴訟当事者能力）は、その原則が民事訴訟法28条前段および29条に規定されている。

#### 民事訴訟法上の意義
当事者能力は訴訟要件であり、したがって、当事者が当事者能力を有しない場合には訴えは不適法なものとして却下される。訴訟要件としての当事者能力の存在が問題とされる基準時は、訴訟要件一般と同様に、事実審の口頭弁論終結時であるとされる（最判昭和42年6月30日判時493号36頁）。
訴訟係属中に当事者能力が失われた場合には、その者を当事者とする訴えは不適法となるのが原則である。ただし、例えば相続や合併があった場合には、相続人または合併により新設されもしくは合併後も存続する法人に当事者の地位が承継され、訴訟は続行することとなる。
当事者能力がないことを看過して本案判決をすれば上訴を提起して取消しを求めることができる。これに対して、再審事由として規定されていないことから、確定後は再審で争う余地はないという見解が通説であるが、これに対して、その場合には判決は無効となりそのような無効な判決に対して上訴・再審が可能であるとする見解もある。

#### 自然人・法人の当事者能力
民事訴訟法28条前段により、当事者能力は、同法に特別の定めがある場合を除き、民法その他の法令に従う。すなわち、権利能力を有するものは当事者能力を有する。この場合の当事者能力を実体的当事者能力という。
私法上の権利の実現や私法上の権利ないし法律関係に関する紛争の解決のためには、権利能力を有する者を当事者とすることが適当であるため、権利能力を有するものに当事者能力が与えられている。
なお、外国人および外国の社団・財団については、まとめて後述する。

##### 自然人の当事者能力
自然人はその出生から死に至るまで権利能力を有するから、当事者能力を有することとなる。
胎児は、民法上、損害賠償の請求権、相続、遺贈については生まれたものとみなされているところ、その当事者能力については、胎児の権利能力と同様に、停止条件説（出生により遡及的に当事者能力を有することとなるとする説）と解除条件説（死産であった場合に遡って当事者能力が失われるとする説）の対立がある。
なお、天皇には民事裁判権は及ばず、したがって、天皇を被告とする訴えは却下される（最判平成元年11月20日民集43巻10号1160頁）。

##### 法人の当事者能力
法人は、国・地方公共団体などの公法人、会社などの私法人かを問わず、権利能力を有するから、当事者能力を有する。解散した法人も、清算の結了までは権利能力を有するので、その限りでやはり当事者能力を有する。

#### 法人でない社団・財団の当事者能力
民事訴訟法29条は、法人でない社団又は財団で代表者又は管理人の定めがあるものについて、当事者能力を認めており、この場合の当事者能力を形式的当事者能力という。この規律により、例えば民法上の組合であっても、当事者能力が認められ得る。

#### 行政庁の当事者能力
以上の規律により、行政庁は、行政主体である公法人の機関に過ぎないため通常の民事訴訟においては当事者能力を有しないが、行政事件訴訟においては特別に当事者能力が肯定されている。

#### 外国人および外国の社団・財団の当事者能力
外国人や外国の社団・財団の当事者能力については、（訴訟能力の場合と同様に、）属人法上の民事訴訟法によるとする説（属人法説）と法廷地法（民事訴訟法28条前段および29条）によるとする説（法廷地法説）とが、裁判例および学説において対立している。
属人法説は、当事者能力も能力の一種と解し、抵触法によってこれを決する立場である。この説によれば、外国人については本国法、外国の社団・財団についてはその従属法（通説によれば設立準拠法）における民事訴訟法において当事者能力が肯定される場合には、日本においても当事者能力が肯定されることとなる。
法廷地法説は、当事者能力を手続法上の問題と捉え「手続は法廷地法による」との原則に従うものであるが、民事訴訟法28条前段の「法令」を日本の実質法に限定する見解と抵触法を含むとする見解に分かれる。前者によれば、外国人・外国法人は日本法において権利能力が認められる限りにおいて（したがって、法令・条約による制限の下で、かつ、外国法人については認許されたもののみが）民事訴訟法28条前段により当事者能力が肯定されることとなる。後者の見解は、さらに、抵触法によって選択される属人法上の当事者能力に従うという立場と、抵触法によって選択される権利能力の準拠法（外国人については本国法説と効果法説の争いがある。外国法人については従属法であり、通説によれば設立準拠法）により権利能力が認められる限り、民事訴訟法28条前段により当事者能力が肯定されることとなる。最後の見解が有力である。
もっとも、いずれの見解も民事訴訟法29条の適用を認めるため、結論に大きな違いは生じないとされる。
なお、戦前の通商航海条約においては、締約国の一方の国法に基づく商工業および金融業に関する株式会社その他の会社および組合であって当該国の版図内に住所を有するものは、他方の版図内において、その国法に違反しない限り、権利を行使し、かつ、原告または被告として裁判所に出頭することができる旨の規定（いわゆる会社互認規定）がみられる（日瑞通商航海条約8条1項、日本瑞西間居住通商条約13条、日蘭通商航海条約9条、日西修好交通条約8条など）。これを外国法人の認許と解する見解もあるが、多数説は、これを否定し、訴訟当事者能力を認めたものに過ぎないとする。

### その他の手続における当事者能力
当事者能力につき民事訴訟法28条および29条を準用する手続として、以下のものがある。したがって、上記に論じた内容は以下のものについても当て嵌まる。
- 家事事件手続（家事事件手続法17条1項）
- 非訟事件手続（非訟事件手続法16条1項）
- 民事執行手続（民事執行法20条）
- 民事保全手続（民事保全法7条）
- 破産手続（破産法13条）：ただし、破産者としての当事者能力（破産能力）を有するのは私法人のみと解されている。
- 再生手続（民事再生法18条）：ただし、再生債務者としての当事者能力（（民事）再生能力）を有するのは私法人のみと解されている。
- 株式会社の更生手続（会社更生法13条）：ただし、更生会社としての当事者能力（（会社）更生能力）を有するのは株式会社のみ。株式会社に相当する外国会社についても認められるかについては会社法823条および会社更生法3条の解釈をめぐり争いがある。
- 協同組織金融機関の更生手続（更生特例法12条）：ただし、更生協同組織金融機関としての当事者能力を有するのは信用協同組合、信用金庫または労働金庫のみ。
- 相互会社の更生手続（更生特例法177条）：ただし、更生会社としての当事者能力を有するのは相互会社のみ（外国相互会社については認められない。）。
- 承認援助手続（外国倒産処理手続の承認援助に関する法律12条）
- 仲裁法に基づいて裁判所が行う手続（仲裁法10条）
- 保護命令に関する手続（配偶者からの暴力の防止及び被害者の保護等に関する法律21条）
- 責任制限手続（船舶の所有者等の責任の制限に関する法律11条）
- 鉱業法133条等に基づく不服の裁定の申請（鉱業等に係る土地利用の調整手続等に関する法律25条の2第4項）

また、当事者能力につき民事訴訟法29条と類似の規律を置く手続として、以下のものがある。
- 行政不服審査法に基づく不服申立て（同法10条）
- 犯罪被害財産等による被害回復給付金の支給に関する法律40条1項に基づく審査の申立て（同法44条前段・行政不服審査法10条）
- 会計検査院法35条1項に基づく審査の要求（会計検査院審査規則2条）

## ドイツ法
日本法のモデルとなったドイツ法上は、訴訟当事者能力については民事訴訟法50条に規定されている。同条1項は権利能力がある場合に当事者能力がある旨を規定するもので、同条2項は、社団（Verein）は権利能力がなくとも訴え、又は訴えられることができる旨を規定するものである。

## スイス法
スイス法上は、訴訟当事者能力については民事訴訟法66条に規定されている。同条は、権利能力を有するか、または連邦法が特に認める場合に当事者能力がある旨を規定するものである。連邦法が特に認める場合として、合名会社（債務法562条）などがある。